# Aghireș, Sălaj
Aghireș (în maghiară Egrespatak) este un sat în comuna Meseșenii de Jos din județul Sălaj, Transilvania, România.

## Istoric
Atestare documentară: 1361 Egrespataka. Satul mai apare cu numele Egrespathak în 1475, Magyar Egrespathak și Olah Egerespathak (Aghireșul Maghiar și Aghireșul Român) în 1543, Egerespatak în 1760-62, Egrespatak în 1850.
Biserica de zid, cu hramul Sfinții Arhangheli, a fost construită în anul 1904 ca biserică greco-catolică, în cadrul Eparhiei de Oradea Mare.
În data de 25 octombrie 1943 episcopul Iuliu Hossu a efectuat o vizitație canonică a parohiei Aghireș, în calitate de administrator apostolic al Eparhiei de Oradea Mare.

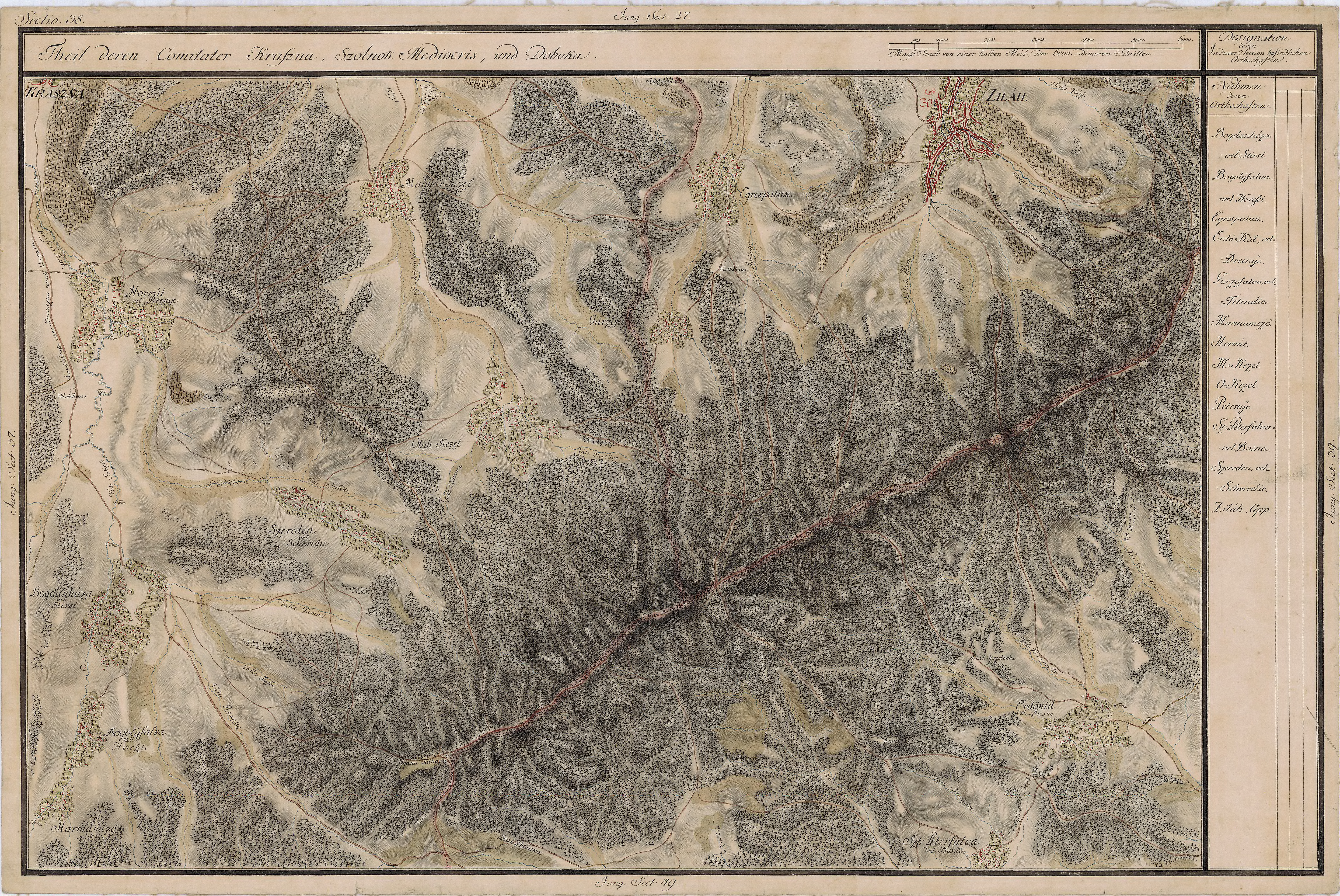
Aghireș în Harta Iosefină a Transilvaniei, 1769-1773